# Ahmed Kantari
Ahmed Kantari (Blois, 28 de junho de 1985) é um futebolista profissional marroquino que atua como defensor.

## Carreira
Kantari fez parte do elenco da Seleção Marroquina de Futebol na Campeonato Africano das Nações de 2013.